# Charlottenlund (Hou Sogn)
 For alternative betydninger, se Charlottenlund (flertydig). (Se også artikler, som begynder med Charlottenlund)
Charlottenlund er dannet som en avlsgård under Nedergård (Bøstrup Sogn) i 1798, Gården ligger i Hou Sogn, Langelands Nørre Herred, Langeland Kommune. Hovedbygningen er opført i 1798 og ombygget 1867-68 ved Julius Tholle.
Charlottenlund Gods er på 326 hektar med Adamshøj og Vesterhuse.

## Ejere af Charlottenlund
- (1798-1804) Frederik Christian Kaas-Lehn
- (1804-1811) Otto Ditlev Kaas-Lehn
- (1811-1830) H. V. E. Kaas-Lehn
- (1830-1860) godsforvalter Kastrup
- (1860-1893) Vincens Steensen de Leth
- (1893-1903) Julie Joachime Henriette baronesse Bille-Brahe gift Steensen de Leth
- (1903-1914) Vincens Steensen de Leth
- (1914-1933) Vincens Steensen de Leth
- (1933-1964) Poul Fenger
- (1964-1994) Ebbe baron Wedell-Wedellsborg
- (1994-2005) Charlottenlund Landbrug ApS v/a Ebbe baron Wedell-Wedellsborg
- (2005-2006) Boet efter Ebbe baron Wedell-Wedellsborg
- (2006-2012) Johan baron Wedell-Wedellsborg / Ditlev baron Wedell-Wedellsborg / Nina baronesse Wedell-Wedellsborg
- (2012 – ) Hans Michael Jebsen